# Municipio de Brushy
El municipio de Brushy (en inglés: Brushy Township) es un municipio ubicado en el condado de Saline en el estado estadounidense de Illinois. En el año 2010 tenía una población de 766 habitantes y una densidad poblacional de 8,62 personas por km².

## Geografía
El municipio de Brushy se encuentra ubicado en las coordenadas 37°46′29″N 88°39′45″O / 37.77472, -88.66250. Según la Oficina del Censo de los Estados Unidos, el municipio tiene una superficie total de 88.88 km², de la cual 87,59 km² corresponden a tierra firme y (1,45 %) 1,28 km² es agua.

## Demografía
Según el censo de 2010, había 766 personas residiendo en el municipio de Brushy. La densidad de población era de 8,62 hab./km². De los 766 habitantes, el municipio de Brushy estaba compuesto por el 97,78 % blancos, el 0,52 % eran afroamericanos, el 0,39 % eran asiáticos, el 0,52 % eran isleños del Pacífico y el 0,78 % eran de una mezcla de razas. Del total de la población el 0,26 % eran hispanos o latinos de cualquier raza.